# Smeringaspis hirsuta
Smeringaspis hirsuta là một loài bọ cánh cứng trong họ Chrysomelidae. Loài này được Spaeth in Hincks miêu tả khoa học năm 1952.